# Chibchea valle
Chibchea valle là một loài nhện trong họ Pholcidae. Loài này được phát hiện ở Colombia.